# Zelotes lagrecai
Zelotes lagrecai este o specie de păianjeni din genul Zelotes, familia Gnaphosidae, descrisă de Di Franco, 1994.
Este endemică în Morocco. Conform Catalogue of Life specia Zelotes lagrecai nu are subspecii cunoscute.